# Памятник Мустаю Кариму (Казань)
Памятник Мустаю Кариму в Казани — сложная и многоплановая скульптурная композиция, посвящённая знаменитому башкирскому поэту и писателю татарского происхождения, Герою Социалистического Труда (1979). Памятник открыт 27 августа 2020 года. Его автором является московский скульптор Андрей Ковальчук.

## Территориальное расположение
Памятник Мустаю Кариму находится в Приволжскому районе Казани, в сквере Мустая Карима, расположенном на пересечении Оренбургского тракта с улицей Даурской. Данная скульптурная композиция является главным элементом этого небольшого сквера (площадь — около 0,46 га), который появился как благоустроенное зелёное пространство в 2020 году благодаря установке этого памятника.

## Описание
Памятник Мустаю Кариму представляет собой объёмную, сложную и многоплановую бронзовую скульптурную композицию длиной 8 метров и высотой 5 метров. 
Его основным элементом является скульптурное изображение классика башкирской советской литературы, «сидящего на уступе Уральских гор». Уровнем ниже Мустая Карима окружают отлитые в бронзе образы героев, персонажей и объектов из его поэтических и прозаических произведений, в том числе из знаменитой повести «Долгое-долгое детство». Это маленький Мустафа (Мустай Карим) и мудрая, добрая Минлеямал, более известная как Старшая Мать, дуб и бревенчатый дом, рвущиеся вперёд дикие лошади, взмывающие вверх журавли, погибший солдат, «смешной пароходик», который чадит. Все эти образы расположены вокруг уступа «Уральских гор», частично сложенного из стоп листов, на которых на башкирском и русском языках начертаны строки из различных произведения Мустая Карима.  
Бронзовая скульптурная композиция установлена на приземистое четырёхугольное основание неправильное формы, облицованное гранитными плитами. С двух сторон этого основания имеются надписи на русском и татарском языках: «Мустаю Кариму от народа Татарстана» и «Мостай Кәримгә Татарстан халкыннан».

## История
Решение установить в Казани памятник Мустаю Кариму было принято в 2019 году в Уфе, во время празднования Дней Татарстана в Башкортостане. Тогда на площади перед Уфимским государственным татарским театром «Нур» был открыт памятник татарскому поэту Габдулле Тукаю. Установка памятника башкирскому поэту и писателю в столице Татарстана стала ответным решением. 
Автором казанского памятника Мустаю Кариму является скульптор А. Н. Ковальчук, который также создал скульптурную композицию, посвящённую классику башкирской советской литературы, установленную в 2013 году в Уфе. Во многом по этой причине бронзовые скульптурные образы Мустая Карима, а также героев и персонажей его произведений, присутствующие на памятниках в Казани и Уфе, имеют высокую степень сходства с точки зрения пластического исполнения.  
Финансировал создание и установку памятника Мустаю Кариму в Казани внук поэта и писателя, зять главы нефтяной компании «Роснефть» Игоря Сечина, миллиардер Тимербулат Каримов. При этом формально процедуру финансирования всех работ стоимостью 45 млн рублей провели через тендер, а оплату осуществили из республиканского бюджета Татарстана.
Изначально планировалось открыть памятник в мае 2020 года во время проведения Дней Башкортостана в Татарстане. Однако из-за ограничений, введённых на фоне пандемии коронавируса, было принято решение отодвинуть дату открытия на более поздний срок. 
Официальное открытие памятника Мустаю Кариму в Казани состоялось 27 августа 2020 года в присутствии президента Татарстана Рустама Минниханова и главы Башкортостана Радия Хабирова.    

## Оценки памятника
Внук башкирского поэта и писателя Тимербулат Каримов высоко оценил скульптурный образ своего деда, созданный А. Н. Ковальчуком. 

Удалось создать образ Мустая Карима, который перекликается с тем, что мы уже видим в Уфе, на уфимском памятнике. Безусловно, это очень символично. Мустай запечатлен в образе того периода своей жизни, когда он находился, как он сам говорил, «у подножья мудрости, но на вершине силы». Здесь он сидит на Уральских горах, смотрит на Казань, всё это происходит в окружении его нетленных строк.— Каримов Т. О.
Более критическую оценку этому скульптурному творению дала казанский искусствовед Дина Хисамова, назвавшая его «глобальным по затраченному материалу» (по количеству использованной бронзы). Также она обратила внимание на недостаток гармонии в пластических образах фигур, присутствующих в составе указанной скульптурной композиции:

…читаются явные несоразмерности статики укрупнённой фигуры писателя и чрезмерно динамичного, измельчённо трактованного несущегося табуна лошадей, разлетающихся страниц, трагически изломанных фигур персонажей, отсылающих, вероятно, к прозе писателя.— Хисамова Д. Д.

## Символическое значение памятника
Установка в 2020 году в Казани памятника башкирскому поэту и писателю Мустаю Кариму, в ответ на установку памятника татарскому поэту Габдулле Тукаю в Уфе (2019), многими была воспринята как символ перезагрузки отношений между властям Татарстана и Башкортостана. Такое восприятие является вполне справедливым, если учесть, что ещё с 1990-х годов между двумя республиками наблюдалось соперничество, а временами шла острая и политизированная дискуссия, в частности, вокруг темы положения татар в Башкортостане. Но к концу 2010-х годов многие проблемные вопросы, затрагивавшие интересы Татарстана и Башкортостана, стали терять свою остроту, а на официальном уровне между властями обеих республик установились комплиментарные отношения. Взаимный обмен памятниками стал символом этих отношений.
С момента своего появления памятник Мустаю Кариму также является местом мероприятий представителей башкирской диаспоры в Казани, которые ежегодно отмечают здесь день рождения Мустая Карима (20 октября).